# Sumerau (Adelsgeschlecht)

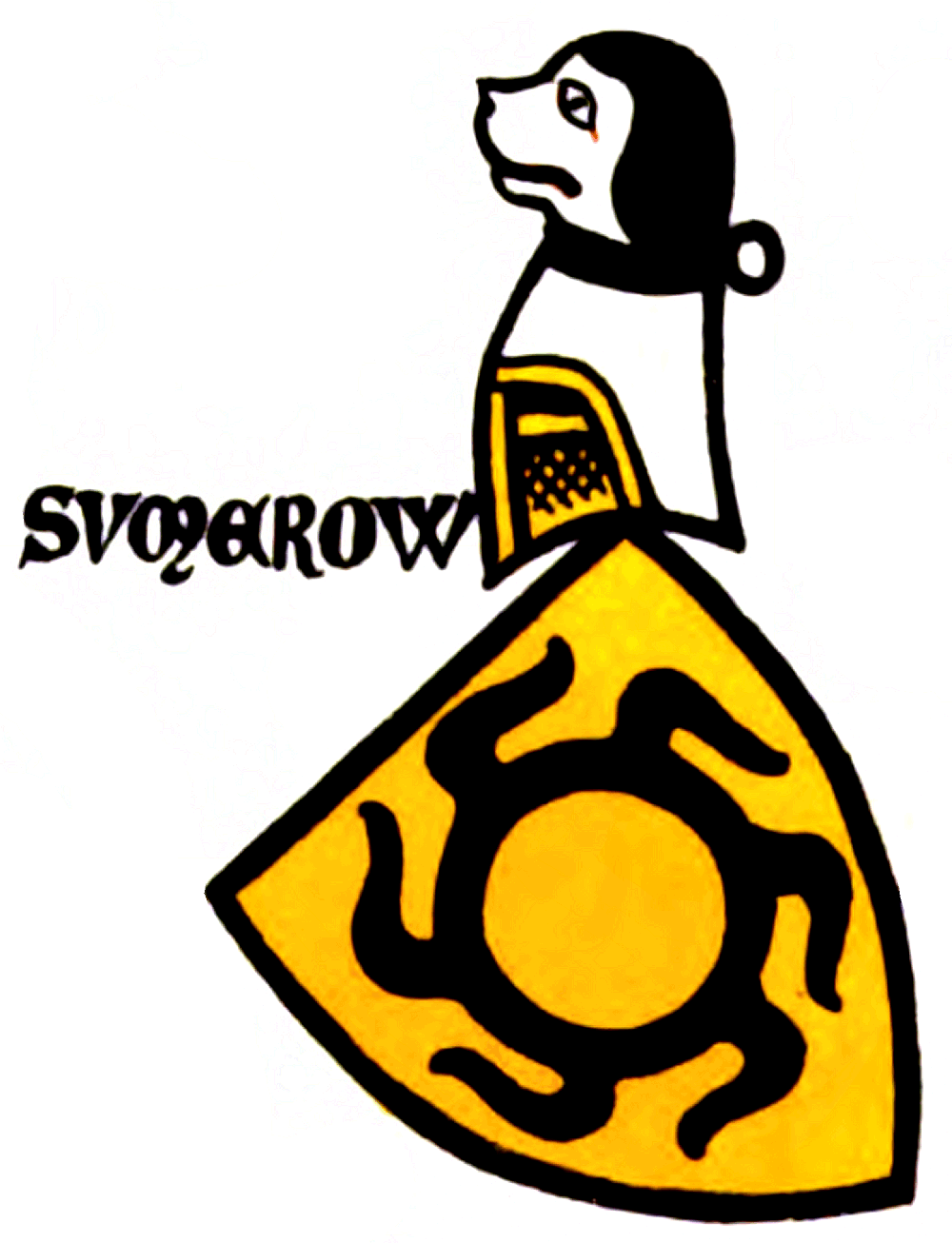
Wappen der Vögte von Sumerau (Sumerow), Zürcher Wappenrolle, ca. 1340

Die Vögte von Sumerau waren ein schwäbisches Geschlecht des Uradels, benannt nach ihrer Stammburg Summerau bei Tettnang. Teile der Familie wurden im 17. und 18. Jahrhundert von der Reichsritterschaft in den Reichsfreiherrenstand erhoben.

## Geschichte
Als Ministerialen des reichsunmittelbaren Klosters St. Gallen und kirchliche Vögte über Sumerau ging die Dienstbezeichnung Vogt von Sumerau auf das ritterliche Adelsgeschlecht über, das sich fortan Vogt von Sumerau nannte. In der ihnen vom Kloster zur Verwaltung überlassenen Herrschaft Sumerau errichteten die Vögte von Sumerau ihre Stammburg Summerau.

### Seitenlinie Summerau (Schweiz)
Im Zuge von Dienstpflichten im zum Kloster St. Gallen gehörigen Teil Graubündens siedelte ein Teil der Familie Vogt von Summerau im 14. Jahrhundert dauerhaft nach Graubünden, wo sie ein weiteres Herrschaftszentrum errichteten. Dies führte den Historiker Kneschke zur Annahme, dass das Adelsgeschlecht Vogt von Sumerau von den schweizerischen Vögten von Summerau abstamme.

### Seitenlinien Sumerau zu Leupolz
Durch den Erwerb der Herrschaft und Burg Leupolz nannte sich das Geschlecht Vögte von Sumerau zu Leupolz. Sie dienten dort weiterhin als Ministerialen des Klosters St. Gallen.

### Seitenlinien Sumerau zu Prasberg
1411 erwarb Vogt Heinrich von Summerau zu Leupolz die Burg und den Besitz von Heinrich von Schellenberg. Nach dieser neuerworbenen Herrschaft benennt sich auch die Seitenlinie Vogt von Altensumerau und Prasberg. So war Erbmarschall Hugo Vogt von Alten-Summerau zu Prasberg mit Walpurgis von Cronheim verheiratet. Aus dieser Ehe ging Albert von Prasberg, genannt Vogt zu Summerau und Tax Wangen, hervor, Vater des Konstanzer Bischofs Franz Johann Vogt von Altensumerau und Prasberg (1611–1689), verwandt mit Sixt Werner Vogt von Altensumerau und Prasberg (1575–1627).

## Wappen

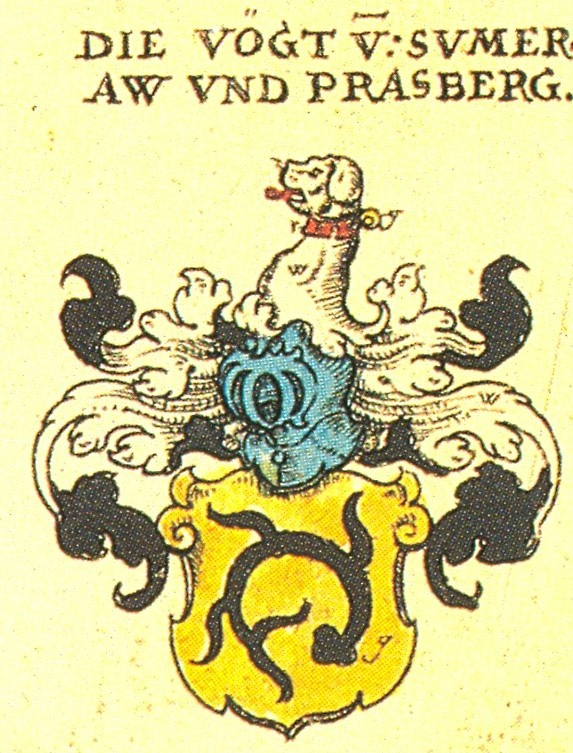
Stammwappen der Vögte von Sumerau und Prasberg aus dem Wappenbuch von Johann Siebmacher (1605)

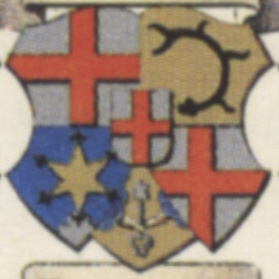
Freiherrenwappen der Vogt von Alten-Summerau und Prassberg in Feldern II. und III. im Wappen des Bischofs Franz Johann

### Stammwappen
Das Stammwappen der Vögte von Sumerau ist in Gold eine von der Linken zur Rechten im Zirkel gebogene Stange eines schwarzen Hirschgeweihes mit fünf Enden. Es ist u. a. im 1605 veröffentlichten Grossen und allgemeinen Wappenbuch von Johann Siebmacher abgebildet.

### Freiherrenwappen
Am 1. August 1674 wurden die Brüder Franz Rudolph und Georg Wilhelm Vogt von Alten-Summerau und Prassberg in den erblichen österreichischen Freiherrnstand erhoben. Das Stammwappen wurde mit dem angeerbten Wappen derer von Schinau vereinigt. Die beiden Konstanzer Bischöfe Sixt Werner Vogt von Altensumerau und Prasberg und Franz Johann Vogt von Altensumerau und Prasberg nutzten dieses Freiherrenwappen in ihrem Bischofswappen.
Am 1. Mai 1745 wurde aus der Seitenlinie Vogt von Summerau der vorderösterreichische Regierungsrat, Kammerpräsident und Geheime Rat Anton Thaddaeus Vogt von Summerau auf Alten Summerau, Rappenstein und zum Thurn in den persönlichen Reichsfreiherrenstand erhoben. Am 3. August 1765 wurde dieses persönliche Adelsdiplom als ein erbliches ausgedehnt auf die nachgelassenen Kinder seines Bruders Johann Matthaeus Vogt (von Summerau): Joseph, Maria und Anna als Vogt von Sumerau auf Altensumerau.

## Regierende Familienmitglieder
- 1476–1491, Ursula Vogt von Summerau, Äbtissin des Kanonissenstift in Lindau
- 1626–1627, Sixt Werner Vogt von Altensumerau und Prasberg, Bischof von Konstanz
- 1645–1689, Franz Johann Vogt von Altensumerau und Prasberg, Bischof von Konstanz
- 1754, Philipp Joachim von Prassberg, Großprior des deutschen Malteserordens und damit auch Fürst von Heitersheim
- 1753–1769, Anton Thaddäus von Sumerau, erster vorderösterreichischer Regierungspräsident in Konstanz ab 1759 in Freiburg
- 1791–1801, Joseph Thaddäus von Sumerau, letzter vorderösterreichischer Regierungspräsident in Freiburg